# 希契科克高地
68°46′S 64°51′W / 68.767°S 64.850°W
希契科克高地是南極洲的高地，位於葛拉漢地的鮑曼海岸，海拔高度1,800米，在1928年12月20日由澳大利亞探險家發現和拍攝空中照片，現時由南極條約體系管理。